# Chapelle Saint-Martin de Niort
La chapelle Saint-Martin est une chapelle catholique située à Niort dans les Deux-Sèvres. D'architecture romane et fondée au XIIe siècle, elle est consacrée à saint Martin, apôtre des Gaules.

## Histoire
La chapelle se trouve dans le quartier de la Recouvrance au nord-ouest de Niort, près de la rocade, dans un site qui a été déjà habité par les Romains. Des fouilles archéologiques ont mis au jour en 1973 cent soixante-sept tombes mérovingiennes alentour. 
Un prieuré est édifié par les chanoines augustins au XIIe siècle, puis affilié aux génovéfains. Il dépend de l'abbaye de la Couronne, près d'Angoulême. Le prieuré est ravagé pendant les guerres de religion. Il n'est pas relevé, seule subsiste la chapelle qui est désaffectée au culte à la Révolution et sert ensuite à divers usages profanes.
Elle est vendue en 1999 à la Fraternité de la Transfiguration qui la rend au culte en l'an 2000. Celui-ci est célébré en latin. La chapelle est totalement réhabilitée en 2015.

## Description
Le portail d'entrée est flanqué de piliers à chapiteaux sans aucun décor, supportant des arcs légèrement brisés. Le tympan ne montre aucun décor. La façade ne présente aucun ornement et elle est éclairée par une toute petite fenêtre en hauteur. La chapelle, très sobre, se présente sous la forme d'un édifice roman à nef unique, voûtée en plein cintre. Elle est accolée à un ancien bâtiment conventuel. Le maître-autel est en bois foncé très simple, flanqué de deux statues sulpiciennes ; celle de gauche représentant la Vierge à l'Enfant, celle de droite saint Joseph.